# Gravedona ed Uniti
Gravedona ed Uniti este o comună din provincia Como, Italia. În 2011 avea o populație de 4,221 de locuitori.

## Demografie
Gravedona ed Uniti - evoluția demografică

|  | Graficele sunt indisponibile din cauza unor probleme tehnice. Mai multe informații se găsesc la Phabricator și la wiki-ul MediaWiki. |

Date: Recensăminte sau birourile de statistică - grafică realizată de Wikipedia